# Samba de gafieira

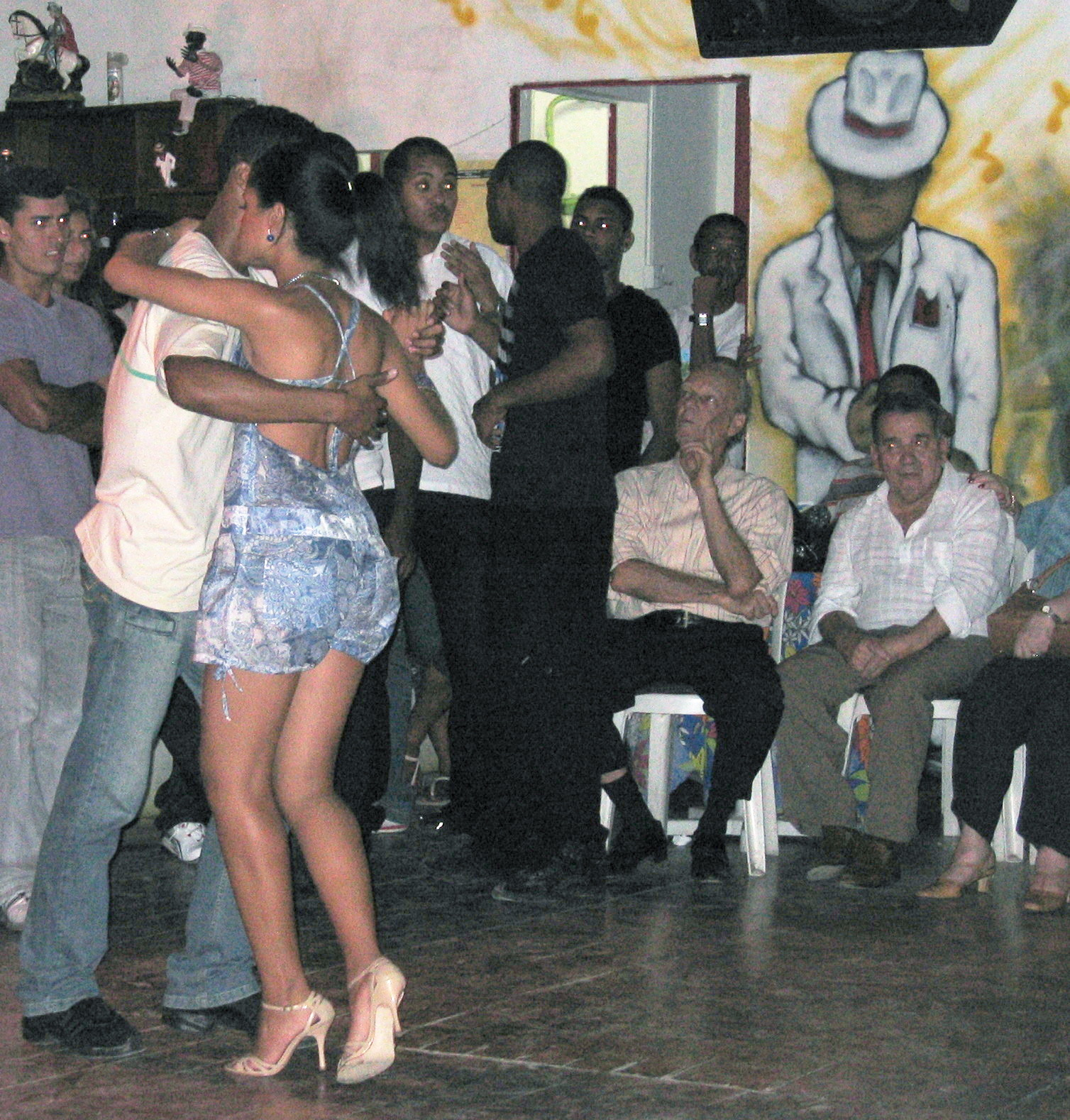
Cachanga do Malandro

 (octobre 2023).
Si vous disposez d'ouvrages ou d'articles de référence ou si vous connaissez des sites web de qualité traitant du thème abordé ici, merci de compléter l'article en donnant les références utiles à sa vérifiabilité et en les liant à la section « Notes et références ».
La samba de gafieira est une danse de couple, née à Rio de Janeiro, et classée dans les danses de salon brésiliennes. Elle est principalement dansée sur des musiques de samba, bossa nova et MPB (Música Popular Brasileira), et comme telle fondée sur une mesure à deux temps. Elle a emprunté son nom aux gafieiras, des lieux de danse où les couches populaires brésiliennes pratiquaient les danses de couples ou danses de salon, au début du XXe siècle.

## Histoire
Les origines du mot « Samba » semblent ne pas être encore clairement établies. Une étude visant à établir les origines de la Samba a été demandée en 2007 par le ministre de la culture Brésilienne Gilberto Gil.
A Rio de Janeiro, la Samba trouve ses racines dans le Batuque d'origine africaine d'Angola et du Kongo. Le batuque était associé à différentes danses appelées Xiba à Rio de Janeiro, Cateretê dans le Minas Gerais et Fandango dans le Sud. Après l'abolition de l'esclavage, à la fin du XIXe siècle, la samba a pris une nouvelle forme dans le nouveau quartier Praça Onze de Rio de Janeiro. Avec la présence des Pixinguinha et Donga et de la très forte influence du Maxixe, est apparue une Samba dansée non plus seul, mais à deux, qui mélangeait le Maxixe et d'autres danses Européennes, la samba de gafieira.
Depuis le début du XXe siècle, le terme « gafieira » désigne les salons de bal des quartiers populaires de Rio de Janeiro. Gafieira vient du mot français gaffe, en rapport aux gaffes que certains voyaient dans la façon de danser. Au fil du temps, la musique jouée dans ces salons a subi une large variété d'influences musicales, incluant les rythmes de la Samba afro-brésilienne, le Choro, le tango argentin et les big bands des USA. À cette époque, la structure sociale de Rio de Janeiro était basée principalement sur des critères économiques et raciaux. Dans les gafieiras, à partir des années 1930, commençaient à s'effectuer un brassage où la musique effaçait ces différences. Les gafieiras imposaient des règlements avec des codes vestimentaires et de comportements. À cette époque, les orchestres des gafieiras qui étaient composés à l'origine de guitare, cavaquinho, flûte et pandeiro, intégrèrent de nouveaux instruments : trombone, trompette, basse, cymbales et piano. Un véritable style musical s'est alors formé dans ces gafieiras qui est désigné maintenant par ce terme. Quant à la danse appelée (à tort selon Marco Antonio Perna) également gafieira, elle est un mélange de tango argentin, habanera, lundu, polka, xótis, maxixe et batuque. Il est aussi appelé en dehors du Brésil tango brésilien pour ses ressemblances parfois évidentes avec ce genre. Le maxixe et le lundu qui ont inspiré la façon contemporaine de danser sont à l’origine des mouvements de rotations entrainés par la hanche de l’homme collée contre celle de la femme. Ces mouvements qualifiés à l'époque de scandaleux, correspondent à la façon africaine d’inviter d’autres personnes dans la ronde (roda) appelée l'umbigada (du mot portugais signifiant « nombril »), une invitation à la danse qui consistait à se frotter nombril contre nombril.

## La samba de gafieira aujourd'hui
La samba de gafieira est principalement présente à Rio de Janeiro, très riche en bals, professeurs, académies et compagnies de danse et danseurs époustouflants. Elle continue d'évoluer dans les bals et aussi dans les Académies de danse, accompagnées par de merveilleuses musiques jouées par des DJs (souvent professeurs) ou des Orchestres live. 
On la trouve aussi en Amérique du Nord, en Europe, au Japon et en Australie.
En France, la samba de gafieira et sa musique sont encore peu connues et peu diffusées. Les opportunités de danser la samba de gafieira sont limitées mais se développent, contrairement aux autres danses latines (Salsa, Tango Argentin, Forró, …).
Plusieurs écoles et associations se sont ouvertes à Paris et à Lyon et des soirées sont régulièrement organisées.

## Caractéristiques
La samba de gafieira est dansée sur des musiques binaires ou quaternaires, de samba, bossa nova et MPB d'environ 60 à 120bpm (battements par minute). On peut entendre une caractéristique rythmique de ces musiques qui est la division du 1er temps en 2 ½ temps, du fait que le 2e temps, temps faible, est ici marqué (tchik-tchik boum, le boum étant sur le second temps). Une des difficultés de la samba de gafieira est que ces ½ temps et second temps (on parle alors de contretemps) sont marqués ou pas en fonction des pas et/ou de l'interprétation musicale. La samba de gafieira est dansée en couple, de manière fermée, c'est-à-dire que les bustes de partenaires sont généralement tenus proches par le bras droit du cavalier. Le cavalier a la responsabilité du guidage et de l'interprétation musicale, sa partenaire a assez peu de liberté dans le choix des pas. C'est une danse technique, codifiée mais non chorégraphiée, dynamique, élégante et harmonieuse où l'interprétation musicale a une place importante. Elle nécessite un apprentissage. La posture des danseurs est précise afin de faciliter les guidage, positionnement et équilibre, et de contribuer à l'esthétique du couple. Une autre caractéristique importante est à l'instar du tango argentin, la dissociation très présente du buste et du bassin dans de nombreux mouvements.
On compte une centaine de pas appartenant à différentes catégories : marche (caminhada), rotations (assalto), tours (giro), portés (cadeirinha), cambrés, marqués sur place (trança), etc.
La samba de gafieira intègre aussi ce que les Brésiliens appellent la Malandragem, et qui désigne les attitudes théâtrales dans lesquelles l'homme s'affiche à la fois séducteur et madré. On peut citer en exemple les révérences du "Malandro" destinées à sa partenaire. En samba de gafieira, l'homme doit permettre à la femme de briller par sa danse tout en lui offrant une danse sécurisante et confortable.

## Personnalités de la samba de gafieira
Elles sont toutes brésiliennes et en général de Rio de Janeiro, voici une liste non exhaustive des plus connues :
- Jaime Aroxa, a formé un grand nombre de professeurs de danse, est à la tête de plusieurs académies de danse majeures au Brésil
- Maria Antonieta, grande dame de la danse à Rio et plus ancien professeur
- Carlinhos de Jesus, fondateur d'une académie de danse majeur à Rio, copropriétaire de la gafieira Lapa 40° Graus
- João Carlos Ramos, chorégraphe de la Cia Aerea de Dança, Rio de Janeiro, créateur du concept "Samba-Dança"
- Jimmy de Oliveira, fondateur d'une académie de danse, créateur du style éponyme, a formé un grand nombre de personnalités de la samba de gafieira
- Marcello Chocolate et Sheila Aquino, fondateurs de leur académie de danse
- Carlos Bolacha, DJ et propriétaire de la gafieira "Cachanga do Malandro" à Rio de Janeiro
- Wellington Lopes "Jack", danseur atypique époustouflant, spécialiste des acrobaties ("Pegadas") et de "strip show"

Et aussi…
- Anderson Mendes et Vanessa Jardim (São Paulo)
- Marcello Amorim et Anna Elisa (Brasilia)
- Patrick Carvalho et Kelly Reis
- Fabiano Vivas et Juliana Espíndola
- Léo Fortes et Robertinha
- Suelen Violante
- Deividi Bosco
- Paulinha Leal
- Kadu Pires et Larissa Thayane (Australie)
- Alexandre Silva
- Iara Cassano, auteur du mémoire "Passos e Passado no samba de gafieira" (Pas et Passé dans la samba de gafieira)
- Vinicius Villiger et Flavia Teixera (Rio de Janeiro)
- Josenyr Silveira

## Les styles
La samba de gafieira est une danse vivante, elle connait ses modes, évolutions et styles. Les Cariocas affirment qu’on ne la danse pas de la même manière dans les zones sud et nord de Rio de Janeiro.
On distingue principalement la samba de gafieira traditionnelle et moderne. Jimmy de Oliveira est à l'origine de la samba de gafieira moderne, plutôt dansée sur des musiques contenant de nombreux "break" (coupures) comme du samba-funk et aujourd'hui du R&B. Ce style, désigné par "Samba Funkeado", très énergique, qui exige une excellente maîtrise de la samba de gafieira traditionnelle, est parfois critiqué parce que la femme peut sembler être malmenée et perdre son rôle central et par son éloignement de plus en plus prononcé de la culture des gafieiras et du samba de gafieira traditionnel Cariocas vers la culture R&B des USA (attitudes, musique, gestuelle).
David Bosco, disciple de Jimmy de Oliveira, surfeur et danseur inspiré, a créé en 2008 la Samsurf (Samba-Surf), un nouveau style qui introduit une nouvelle dimension dans la samba de gafieira moderne de Jimmy de Oliveira. Ce style intègre beaucoup d'expression corporelle avec des mouvements inspirés du Surf. David Bosco a également intégré l'utilisation de basquettes à roulettes dans sa danse. Ce style est bien adapté à la Soul Music et au R&B. Il est installé à Barcelone (Espagne) depuis 2011.

## Apprentissage
L'apprentissage de la samba de gafieira est relativement difficile à cause de sa complexité et de sa faible diffusion en dehors du Brésil. Plusieurs dizaines d'heures de cours associés à des pratiques régulières seront nécessaires à un débutant pour achever son processus d'acquisition de cette danse. L'apprentissage sera moins complexe et plus rapide pour les femmes.
Cependant, les danseurs débutants trouveront rapidement du plaisir en dansant la samba de gafieira.

## Technique de la danse

### Généralités
En samba de gafieira, plusieurs tâches incombent au cavalier: guidage, interprétation musicale/choix des pas, gestion de l'espace et des autres danseurs. La principale tâche de la femme est d'aider son cavalier. La femme doit être attentive à son cavalier, reconnaître et exécuter les pas qu'il propose. Elle peut parfois prendre part dans l'interprétation musicale. Elle participe aussi à la gestion de l'espace en prévenant son cavalier des risques de collisions avec les autres danseurs.
Dans le cadre de sa mesure à deux temps, le pas est dansé sur les temps et demi-temps, marqués selon un mode vite-vite-lent : 1er temps  et demi-temps du premier temps marqués chacun  1 fois, 2e temps marqué 1 fois et ainsi de suite (ou  lent-lent: 1er temps et second temps marqués simplement). Tout le charme et l'originalité de la danse vient de ce second temps marqué, second temps qui dans toute mesure à deux temps, constitue un temps faible: on se pose donc souvent sur le contretemps, ce qui apporte à la fois sophistication et décontraction à la danse. On ne retrouve pas ce caractère dans les autres danses latines pratiquées en particulier (Tango, différentes Salsa (sur le 1 et new york style on2), et  Forró) et dans les danses de salon en général (sauf peut-être bien-sûr dans la samba de salon européenne, mais dans un esprit tout à fait différent), ce qui contribue à la grande singularité de cette danse.
Chaque personne s'approprie la danse de façon unique en fonction de ses sensibilités, aptitudes, morphologie, expériences et goûts, mais on peut esquisser des traits généraux, qui ne tiennent pas compte de la liberté d'expression et d'interprétation :

### Posture
- L'homme se place en face et proche de sa partenaire. Il place son avant-bras droit au niveau des omoplates de sa partenaire pour obtenir une bonne surface de contact par laquelle sera transmise la conduite du bras droit.
- La femme pose sa main droite sur la main gauche qui lui est présentée à hauteur intermédiaire entre les épaules de l'homme et de la femme puis ces mains se serrent suffisamment pour transmettre et sentir des diverses forces.
- Les avant-bras ainsi reliés forment un triangle. La bras gauche de l'homme sera le plus stable possible. Les bras ne sont pas allongés ni complètement pliés.
- Les bras et les épaules forment ainsi un cadre très solide qui ne devra se déformer que pour changer de configuration.
- La femme pose sa main gauche sur l'omoplate de son cavalier et la fera circuler sur les épaules du danseur en fonction de l'éloignement demandé.
- Les bustes sont face à face, les épaules forment un rectangle, les nombrils sont "reliés" par une droite imaginaire perpendiculaire aux bassins. Les bustes resteront ainsi "connectés".
- Un bon gainage permettra à la femme d'avoir la tonicité suffisante pour répondre au guidage les plus dynamiques et conserver sa posture.
- Les cuisses cherchent à rester fermées, les genoux ne se verrouillent pas, souplesse et élasticité dans les jambes du cavalier contribuent à la "malandragem" et à être solidement relié au sol.
- Les appuis au sol utilisent tout le pied pour chercher à s'ancrer au sol mais jamais par les talons.

### Règles générales
« L'homme danse avec sa dame pour sa dame. »
- le buste du cavalier indique la direction du couple ⇒ la cavalière s'oriente dans cette direction.
- la femme cherche à synchroniser ses transferts de poids sur ceux de son cavalier
- Le poids du corps alterne d'une hanche à l'autre et contribue à construire un axe qui sera une base de départ pour les déplacements (pivot, translation par un pas av/ar ou de côté).
- La femme cherche à rester face à son cavalier sans sortir de son cadre, soigne son positionnement, répond aux sollicitations sur son bras droit ou dans son dos et construit correctement ses axes.
- L'homme et la femme assurent leur propre équilibre sans transmettre leur poids à leur partenaire. La majorité des pas devraient pouvoir être simulés sans partenaire.
- Le guidage provient principalement du buste de l'homme puis de ses bras et aussi de ses attitudes. Il consiste à inviter la partenaire à se déplacer en contrôlant sa vélocité et le positionnement de son poids. La femme suit son cavalier en observant son buste, en suivant le déplacement de son cadre (bras/épaules) et en répondant aux instructions de guidage.
- La main droite de la femme exercera une légère poussée en direction du cavalier ou restera légère. Mais elle devra répondre aux sollicitations transmises par son partenaire en résistant aux poussées utilisées pour demander un mouvement (rotation ou déplacement) et ceci sans laisser le cadre (bras/épaules) se déformer. Cette technique est appelée "connexion des mains".
- Par défaut les contretemps sont marqués, ils ne le sont plus lorsqu'un pas marquant les temps est demandé ou quand le cavalier choisit de casser le rythme.

### Défauts courants
On constate : déformation/non-respect du cadre (bras et épaules), bustes mal positionnés, perte de la marche naturelle, jambes écartées, répartition du poids sur les deux pieds, mouvements indésirables du bras gauche de l'homme, oscillation du bassin, mauvaise autonomie de poids, obstruction aux déplacements du partenaire, résistance au guidage, poussées inutiles et/ou gênantes dans les bras, inclinaisons, affaissement du corps et anticipation sur les temps de la musique, ou incompréhension de l'importance du contretemps.

### Les pas
Seuls certains pas sont spécifiques à la samba de gafieira (Facão, Puladinho, Pica-Pau, Pião, Tirada, Tesoura, …)
Les basiques :
- Passo Basico (le pas de base)
- Saïda (sortie)
- Gancho (crochet)
- Chicote
- Balanço (balance)
- Giro da dama (tours de la dame)
- Cruzado (croisés)
- Esse ('S')
- Tesoura (ciseau)
- Caminhada / contratempo (Marche / contretemps)
- Assalto / Bailarina (haut-les-mains / danseuse)
- Letra
- Tirada ao lado (tirer la dame sur le côté)
- Tirada da perna (poussée de la jambe)
- Viradinha (virevolte)

Les intermédiaires (ou pas évolués)
- Balão apagado (ballon crevé)
- Boneca (poupée)
- Cadeirinha (chaise)
- Caïr (chutes)
- Chapéu
- Elastico (élastique)
- Escovinha (la brosse)
- Facão (couteau)
- Faquinha (petit couteau)
- Fechamento
- Mestre da sala (maître de salle)
- Moinho (moulin)
- Pézinho (petit pied)
- Pião
- Picadinho
- Rebolado (déhanché)
- Romario (du nom du footballeur)
- Trança (tresse)
- Sacadas
- Sento
- Puladinho

Avancés
- Pica-Pau
- Pião sur les temps

Spécifiques aux professeurs
- Superman

Liste non exhaustive à laquelle s'ajoutent les pas qui ne portent pas de nom, comme de nombreux portés.
Les variantes « redondo » et/ou « invertido » existent pour les pas tels que : caminhada, gancho, facão, moinho, romario, puladinho, ainsi que les variations « de dos » (où la femme est dos à l'homme) pour les cruzado, pião, facão, puladinho, kicks, tirada, gancho.

## Ressources

### Règlement d'une gafieira dans les années 1930
Gafieira Estudantina à Rio de Janeiro.
Article 1. Ne sont pas autorisés à entrer les Messieurs: 
a) en chemises manches courtes, 
b) en short, 
c) en savates, 
d) et état d'ébriété, 
e) avec un chapeau ou tout autre couvre-chef.
Article 2. Ne sont pas autorisées à entrer les dames : 
a) en pantalon, 
b) en chemises avec manches, 
c) en savates, 
d) avec un chapeau ou en foulard.
Article 3. Dans le salon ne sont pas autorisés : 
a) l'utilisation de sac en bandoulière, 
b) fumer sur la piste de danse, 
c) pénétrer sur la piste avec un verre ou autre à la main, 
d) pour une femme de danser avec une femme et pour un homme de danser avec un homme.
Article 4. À l'intérieur de la gafieira est interdit : 
a) d'échanger des baisers longs ou licencieux,
b) aux Dames de s'assoir sur les genoux des Messieurs, 
c) prêter à confusion,
d) hurler et crier, 
e) ou de mettre vos pieds sur les chaises et les tables, 
f) de gêner les autres danseurs avec votre danse.
Article 5. Le non-respect de l'un de ces articles entraînerait les sanctions suivantes :
a) l'avertissement verbal, 
b) l'exclusion de la gafieira.

### Vidéos
- Démonstration de Juliana Espíndola et Fabiano Vivas
- Extraits de cours & démonstrations
- Sélection de Vidéos

### Artistes représentatifs
Parmi les interprètes les plus dansés on trouve :
- Alcione
- João Nogueira
- Djavan
- Jaïr Oliveira
- João Sabia
- Maria Rita
- Paula Lima
- Zeca Pagodinho

Il existe un canal Youtube nommé Reduto do Samba regroupant de nombreuses chansons.